# Kirby (serie)

Logo ufficiale della serie anime Kirby

Kirby (星のカービィ?, Hoshi no Kābī) è una serie di videogiochi platform sviluppati da HAL Laboratory e pubblicati da Nintendo a partire dal 1992.

## Caratteristiche
Il protagonista della serie è Kirby, una piccola creatura sferica di colore rosa che risiede nel pianeta Popstar nella terra di Dream Land. La pace di quel territorio viene però spesso sconvolta dalle minacce, sia terrestri che extraterrestri, e spetta a Kirby fronteggiarle. Egli può, grazie alla sua struttura fisica, aspirare e ingoiare nemici e oggetti. A differenza dei classici giochi di piattaforme, in cui si può saltare in modo limitato, nei giochi Kirby può saltare continuamente e rimanere sospeso in aria. Altra caratteristica fondamentale dei giochi della serie è quella di poter assorbire i nemici ed acquisirne i poteri, come sputare fuoco, impugnare una spada, lanciare scintille in ogni direzione o attaccare i nemici con un combattimento corpo a corpo diretto. Questo elemento di gioco è stato introdotto solamente dal secondo capitolo della serie, Kirby's Adventure. Mentre alcuni nemici donano delle abilità diverse se assorbiti, altri invece non regalano nessun potere. In Kirby's Dream Land, Kirby non poteva assorbire le abilità dei nemici, ma acquisiva dei poteri grazie ad alcuni oggetti (come il Curry superpiccante). Il personaggio dispone inoltre di una barra dell'energia che mostra il danno ricevuto. Kirby può recuperare l'energia persa mangiando diversi cibi. Sparsi per i livelli ci sono i più ben rari Bon Bon che conferiscono un breve periodo di invulnerabilità, accompagnato da un tema musicale.
Tradizionale della serie è accompagnare l'avventura normale con dei minigiochi speciali che regalano vite extra e premi vari. Alla fine di ogni mondo, come di consueto, Kirby dovrà sfidare un potente boss. Altri boss poco potenti, chiamati miniboss, possono essere affrontati in alcuni livelli.
Molti personaggi ricorrenti compaiono durante la serie sia alleati che nemici. Il più frequente è King Dedede, un avido uccello blu simile a un pinguino e autoproclamato sovrano di Dream Land. La sua natura egoista spesso porta lui e Kirby a scontrarsi, tuttavia a volte si allea con Kirby quando appare una minaccia più grande. Un altro personaggio importante della serie è l'enigmatico Meta Knight, un cavalleresco uomo mascherato che desidera un giorno combattere il guerriero più forte della galassia. Ogni volta che lui e Kirby duellano, offre sempre a Kirby una spada in anticipo in modo che il combattimento sia leale. Anche se il suo vero volto assomiglia a quello di Kirby, la natura del suo legame con quest'ultimo rimane un mistero.
I principali giochi di Kirby sono platform d'azione a scorrimento laterale. Kirby deve correre, saltare e attaccare i nemici mentre attraversa una serie di aree, risolvendo enigmi e combattendo contro i boss lungo la strada. Una delle cose che distingue Kirby è la capacità di Kirby di gonfiarsi con una boccata d'aria e volare. Nella maggior parte dei giochi può farlo per tutto il tempo che vuole, tuttavia, le sue opzioni di attacco sono limitate mentre lo fa.
I giochi Kirby spesso contengono una serie di oggetti nascosti che sbloccano più parti del gioco o sono semplici incentivi da collezionare e di solito sono necessari per ottenere il 100% di completamento nel gioco. Questi oggetti speciali di solito si riferiscono alla trama del gioco, più spesso utilizzati per creare un'arma speciale necessaria per sconfiggere il boss finale. In alcuni giochi, l'arma speciale è opzionale e può essere utilizzata regolarmente nel gioco dopo aver sconfitto il boss finale con essa. Tali elementi sono rimasti costanti per la maggior parte della serie, con ogni gioco che ha la sua svolta unica per influenzare il gameplay.

## Videogiochi

### Capitoli principali
- Kirby's Dream Land (1992) - Nintendo Game Boy
- Kirby's Adventure (1993) - Nintendo Entertainment System
- Kirby's Dream Land 2 (1995) - Nintendo Game Boy
- Kirby's Fun Pak (1996) - Super Nintendo Entertainment System
- Kirby's Dream Land 3 (1997) - Super Nintendo Entertainment System
- Kirby 64: The Crystal Shards (2000) - Nintendo 64
- Kirby e il labirinto degli specchi (2004) - Nintendo Game Boy Advance
- Kirby: Topi all'attacco (2006) - Nintendo DS
- Kirby's Adventure Wii (2011) - Nintendo Wii
- Kirby: Triple Deluxe (2014) - Nintendo 3DS
- Kirby: Planet Robobot (2016) - Nintendo 3DS
- Kirby Star Allies (2018) - Nintendo Switch
- Kirby e la terra perduta (2022) - Nintendo Switch
- Kirby e la terra perduta – Nintendo Switch 2 Edition + Il mondo astrale (2025) - Nintendo Switch 2

### Spin-off
- Kirby's Pinball Land (1993) - Nintendo Game Boy
- Kirby's Dream Course (1994) - Super Nintendo Entertainment System
- Kirby's Ghost Trap (1995) - Super Nintendo Entertainment System
- Kirby's Block Ball (1995) - Nintendo Game Boy
- Kirby's Star Stacker (1997) - Nintendo Game Boy
- Kirby no Kirakira Kizzu (1998) - Super Nintendo Entertainment System
- Kirby Tilt 'n' Tumble (2000) - Nintendo Game Boy Color
- Kirby Puzzle (2003) - Nintendo Game Boy Advance e-Reader
- Kirby Air Ride (2003) - Nintendo GameCube
- Kirby: L'oscuro disegno (2005) - Nintendo DS
- Kirby e la stoffa dell'eroe (2010) - Nintendo Wii
- Kirby Mass Attack (2011) - Nintendo DS
- Dedede's Drum Dash Deluxe (2014) - Nintendo 3DS
- Kirby Fighters Deluxe (2014) - Nintendo 3DS
- Kirby e il pennello arcobaleno (2015) - Nintendo Wii U
- Team Kirby Clash Deluxe (2017) - Nintendo 3DS
- Kirby's Blowout Blast (2017) - Nintendo 3DS
- Kirby Battle Royale (2017) - Nintendo 3DS
- Super Kirby Clash (2019) - Nintendo Switch
- Kirby Fighters 2 (2020) - Nintendo Switch
- Kirby's Dream Buffet (2022) - Nintendo Switch
- Kirby Air Riders (2025) - Nintendo Switch 2

### Remake/Remaster
- Kirby's Super Star Stacker (1998) - per Nintendo Super Famicom (remake di Kirby's Star Stacker per Game Boy)
- Kirby: Incubo nella Terra dei Sogni (2002) - per Nintendo Game Boy Advance (remake di Kirby's Adventure per NES)
- Kirby Super Star Ultra (2009) - per Nintendo DS (remake di Kirby's Fun Pak per SNES)
- Kirby's Dream Collection (2012) - per Nintendo Wii (raccolta dei primi sei capitoli principali di Kirby)
- Kirby e la nuova stoffa dell'eroe (2019) - per Nintendo 3DS (porting di Kirby e la stoffa dell'eroe per Wii)
- Kirby's Return to Dream Land Deluxe (2023) - per Nintendo Switch (remake di Kirby's Adventure Wii per Wii)
- Altri giochi in cui compare Kirby
- Super smash BROS. Ultimate (2018) - Nintendo Switch
- Abilità di Kirby
- Elemental
- Spark (Kirby super star ultra) - 2009
- Fire (kirby's Fun Pak) - 1996
- Burning (Kirby's dream land 3) - 1997
- Freeze (Kirby E la terra perduta) - 2022
- Tornado (Kirby e la terra perduta) - 2022
- Water (Kirby e la stoffa Dell eroe) - 2010
- Stone (Kirby 's dream land 2) - 1995
- Ice (Kirby's adventure) - 1993
- Sand (Kirby's return to dream land deluxe) - 2023
- Plasma (Kirby's fun pak) - 1996
- Light (Kirby's fun pak) - 1996
- Weaponry
- Blade (Kirby' s dream land) - 1992
- Sword (Kirby's fun pak) - 1996
- Whip (Kirby super star ultra) - 2009
- Spear (Kirby' s adventure) - 1993
- Archer (Kirby super star ultra) - 2009
- Hammer (Kirby e la stoffa Dell eroe) - 2010
- Ranger (Kirby super star ultra) - 2009
- Bomb (Kirby's fun pak) - 1996
- Staff (Kirby' s dream land) - 1992
- Magic
- Esp (Kirby's dream land 3) - 1997
- Ghost (Kirby's ghost trap) - 1995
- Magic (Kirby: Topi all attacco) - 2006
- Beam (Kirby's dream land) - 1992
- Mirror (Kirby's dream land) - 1992
- Objects
- Parasol (Kirby's adventure) - 1993
- Bell (Kirby's dream land) - 1992
- Mike (Kirby super star ultra) - 2009
- Drill (Kirby è il labirinto degli specchi) - 2004
- Yo-yo (Kirby's fun pak) - 1996
- Technology
- Jet (Kirby: planet robobot) - 2016
- UFO (Kirby's adventure) - 1993
- Laser (Kirby's dream land) - 1992
- Copy (Kirby's dream land) - 1992
- Mecha (Kirby's return to dream land) - 2023
- Wheels (Kirby's fun pak) - 1996
- Missile (Kirby's adventure) - 1993
- Fighting
- Backdrop (Kirby's dream land 3) - 1997
- Throw (Kirby's dream land) - 1992
- Fighter (Kirby fighters 2) - 2020
- Suplex (Kirby e IL labirinto degli specchi) - 2004
- Wrestler (Kirby super star ultra) - 2009
- Nature
- Spider (Kirby's fun pak) - 1996
- Leaf (Kirby's return to dream land deluxe) - 2023
- Animal (Kirby's dream land) - 1992
- Beetle (Kirby's dream land) - 1992
- Wing (Kirby's dream land 2) - 1995
- Profession
- Circus (Kirby: Triple deluxe) - 2014
- Artist (Kirby's fun pak) - 1996
- Cook (Kirby's fun pak) - 1996
- Ninja (Kirby's adventure) - 1993
- Doctor (Kirby: triple deluxe) - 2016
- Misc
- Needle (Kirby's fun pak) - 1996
- Crash (Kirby's dream land 2) - 1995
- Bubble (Kirby's fun pak) - 1996
- Paint (Kirby's fun pak) - 1996
- Mini (Kirby super star ultra) - 2009
- Smash bros. (Super smash bros. Ultimate) - 2018
- Sleep (Kirby e il labirinto degli specchi) - 2004
- Hi-jump (Kirby's adventure) - 1993
- Cupid (Kirby e la terra perduta II mondo astrale)
- Ball (Kirby's block ball) - 1995
- Cleaning (Kirby's dream land 2) - 1995
- Poison (Kirby E il labirinto degli specchi) - 2004
- Festival (Kirby's return to dream land) - 2023
- Metal (Kirby's dream land 2) - 1995
- Balloon (Kirby's dream land 2) - 1995
- Jelly (Kirby E il labirinto degli specchi) - 2004
- Hypernova (Kirby's fun pak) - 1996
- Amici di kirby /nemici di kirby
- King dedede (Kirby's dream land) - 1992
- Meta knight (Kirby's adventure) - 1993
- Waddle dee aiutante (Kirby star allies) - 2018
- Rick, Kine, Coo (Kirby's dream land 2) - 1995
- Mark (Kirby's fun pak) - 1996
- Gooey (Kirby's dream land 2) - 1995
- Adeleine & Ribbon (Kirby 64: the crystal shards) - 2000
- Dark Meta knight  (Kirby e il labirinto degli specchi) - 2004
- Daroach (Kirby:Topi all attacco) - 2006
- Magolor (Kirby star allies) - 2018
- Taranza (Kirby: Triple deluxe) - 2014
- Susie (Kirby: planet robobot) - 2016
- Francisca (Kirby star allies) - 2018
- Flamberga (Kirby star allies) - 2018
- Zan partizanne (Kirby star allies) - 2018
- Galacta knight (Kirby super star ultra) - 2009
- Morpho knight (Kirby star allies) - 2018
- Phantom Meta knight (Kirby's adventure) - 1993
- Morpho knight Ex (Kirby star allies) - 2018
- Evolution (Kirby e la terra perduta) - 2022
- Noble ranger
- Space ranger
- Toy hammer
- Prehistoric hammer
- Masked hammer
- Time crash
- Volcano fire
- Dragon fire
- Lama chakram
- Buzz-saw lama
- Gigant sword
- Meta knight sword
- Morpho knight sword
- Chain bomb
- Homega bomb
- Fleur Tornado
- Storm Tornado
- Pencil drill
- Double drill
- Deep sleep
- Clutter needle
- Crystal needle
- Frosty freeze
- Blizzard freeze
- Evolution (Kirby return to dream land) - 2023
- Ultra sword
- Monster flame
- Snow ball
- Super beam
- Grand hammer

Alla serie di Kirby è dedicata anche una serie animata chiamata Kirby (Hoshi no Kābī in giapponese). In Italia è stata tradotta col semplice nome di Kirby ed è stata trasmessa da Italia 1 e K2.
Nintendo dal 23 giugno 2011 decise di creare per la console Nintendo Wii il Canale TV Kirby, dove ogni lunedì e giovedì venivano aggiunti due nuovi episodi in streaming (fino a pubblicarli tutti e 50), ciascun episodio era disponibile per 14 giorni, dopodiché veniva archiviato per lasciare spazio agli episodi successivi. Unica eccezione era per il primo episodio, sempre disponibile in caso qualcuno avesse scaricato tale canale tardi e voleva sapere come il protagonista era arrivato nel pianeta. Nel caso in cui si perdevano degli episodi in quanto archiviati, alcune volte la Nintendo regalava delle chiavi per il canale utilizzabili in 24 ore, tali chiavi permettevano di rivedere gli episodi precedenti. Ogni episodio visto era contrassegnato da un segnalino nella sezione del canale dove erano datate le uscite di ogni puntata, e se le puntate non erano ancora in italiano. Il canale è stato disponibile fino al 12 dicembre 2011.

## Manga
Due serie comiche sono state tratte dalla saga: la prima, Hoshi no Kirby: KiraKira Pupupu World (星のカービィキラキラ★プププワールド?), scritta e illustrata da Nanjo Akimasa, viene pubblicata sulla rivista kodomo Chara Parfait (キャラぱふぇ?), con due tankōbon pubblicati da Kadokawa al 20 giugno 2024.
La seconda, Kirby Mangamania (星のカービィ デデデでプププなものがたり傑作選?, Hoshi no Kirby: Dedede de Pupupu na Monogatari Kessaku-sen), scritta e disegnata da Hirokazu Hikawa, venne pubblicata su CoroCoro Comic da maggio 1994 a novembre 2006, e su CoroCoro Aniki a partire da dicembre 2017. L'opera è al momento raccolta in 25 volumi da Shogakukan, e viene pubblicata in Italia da Dynit dal settembre 2023. L'opera è anche pubblicata negli Stati Uniti da Viz Media, col nome di Kirby Manga Mania.

## Light novel
Dalla serie di Kirby sono state tratte numerose light novel, comprendenti sia storie originali che adattamenti dai videogiochi. Vengono scritte da Mie Takase e illustrate da Tau e Poto Karino. Il primo volume è stato pubblicato nel 2013, e al 20 giugno 2024 sono stati pubblicati 30 volumi da Kadokawa.

## Accoglienza
Al 2008 la serie aveva venduto venti milioni di copie in tutto il mondo..
La serie manga Kirby Mangamania aveva raggiunto le 10 milione di copie in circolazione al 2017.
Le light novel hanno venduto più di tre milioni di copie al 2023.